# Heinrich Fuss
Heinrich Fuss (auch: Fuß; * 7. Juli 1845 in Guntramsdorf; † 10. Dezember 1913 in Innsbruck) war ein österreichischer Bildhauer.

## Leben
Der Sohn eines verarmten Mühlenbesitzers besuchte die Unterrealschule in Wien und sollte eine kaufmännische Laufbahn einschlagen. Aufgrund seiner zeichnerischen Begabung gab ihn jedoch seine Mutter zu einem Steinmetz in die Lehre. Bis zu seinem 20. Lebensjahr arbeitete er in verschiedenen Werkstätten, dann studierte er mit seinen Ersparnissen an der Akademie der bildenden Künste Wien. Nach zwei Jahren unterbrach er das Studium und arbeitete beim Hofbildhauer Lavigne und anschließend in Budapest, wo er Bildhauerarbeiten für öffentliche Gebäude ausführte. 1869 nahm er das Studium an der Wiener Akademie wieder auf und wurde in die Meisterschule von Carl Kundmann aufgenommen, die er mit Auszeichnung abschloss. 1878 wurde er Lehrer für Bildhauerei an der neu gegründeten Staatsgewerbeschule in Innsbruck, wo er bis 1907 unterrichtete. 1880 erhielt er den Berufstitel Professor. 1881 heiratete er die Innsbruckerin Marie Mayer.
Fuss schuf Denkmäler, Grabmäler und zahlreiche Porträtbüsten. Sowohl sein romantisch angehauchter Stil als auch seine Vorliebe für Allegorien zeigen ihn als Schüler Kundmanns. Er beteiligte sich am Wettbewerb für das Tegetthoff-Denkmal in Pola, den Carl Kundmann gewann. Fuss' Entwurf kam aber so gut an, dass er nach langen Verhandlungen den Auftrag für das Tegetthoff-Denkmal in Marburg erhielt, das 1883 enthüllt wurde und sein Hauptwerk darstellt.

## Werke

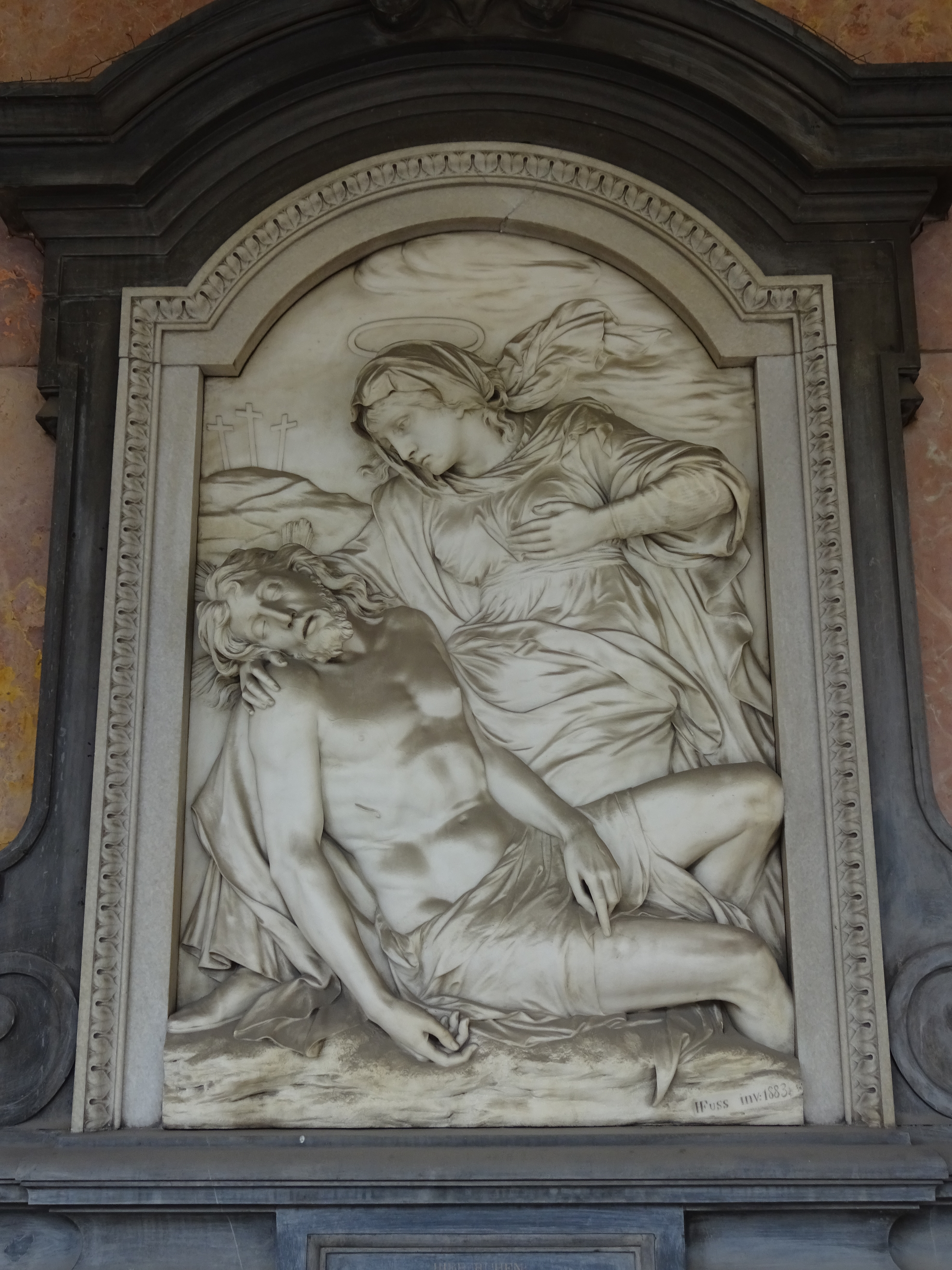
Pietà, Grabmal Gassner auf dem Friedhof Wilten

- Reliefs St. Eligius und Theophilos am Kunsthistorischen Museum Wien, 1875[3]
- Statuen Treue und Stärke an der Fassade des Wiener Rathauses, 1878
- Tegethoff-Denkmal in Marburg, 1883
- Relief Pietà, Grabmal Gassner, Friedhof Wilten, 1883
- Giebelgruppe Musik und Tanz, Stadtsäle Innsbruck, 1889 (nicht erhalten)
- Statue Kaiser Franz Josefs I. im Schwurgerichtssaal des Landesgerichts Innsbruck, um 1890
- Allegorien Kunst, Handel und Wissenschaft, Grazer Rathaus, 1891
- Aufstellung des Leopoldsbrunnens, Innsbruck, 1893 (mit Johann Wunibald Deininger)[4]